# Villemoiron-en-Othe
Pour les articles homonymes, voir Othe (homonymie).
Villemoiron-en-Othe est une commune française, située dans le département de l'Aube en région Champagne-Ardenne.

## Géographie
| Neuville-sur-Vanne  | Estissac            |          |
| Aix-Villemaur-Pâlis | Villemoiron-en-Othe | Chennegy |
|                     | Saint-Mards-en-Othe |          |

Le décret du 6 novembre 1920 autorise l'addition de en-Othe pour le différencier de Villemoron de la Haute-Marne.
Villemoron (52531) fusionne en 1973 dans Vals-des-Tilles (52094)

### Hydrographie
La commune est dans la région hydrographique « la Seine de sa source au confluent de l'Oise (exclu) » au sein du bassin Seine-Normandie. Elle est drainée par la Nosle, le Fossé 01 des Malminoux, le Fossé 01 des Ventes Vireaux et divers autres petits cours d'eau,.
La Nosle, d'une longueur de 13 km, prend sa source dans la commune de Saint-Mards-en-Othe et se jette  dans la Vanne à Paisy-Cosdon, après avoir traversé quatre communes.

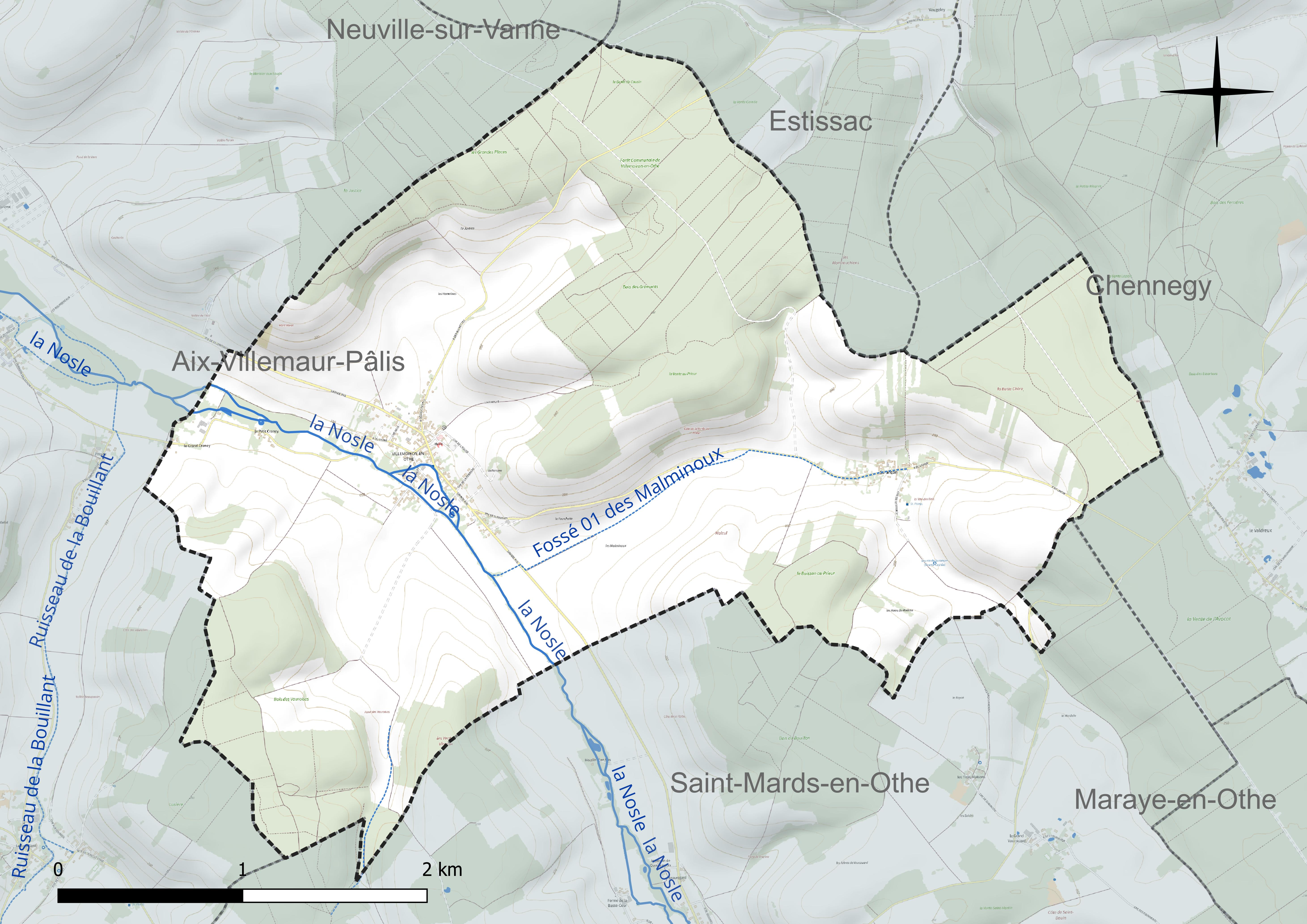
Réseau hydrographique de Villemoiron-en-Othe.

### Climat
Pour des articles plus généraux, voir Climat du Grand Est et Climat de l'Aube.
En 2010, le climat de la commune est de type climat océanique dégradé des plaines du Centre et du Nord, selon une étude du Centre national de la recherche scientifique s'appuyant sur une série de données couvrant la période 1971-2000. En 2020, Météo-France publie une typologie des climats de la France métropolitaine dans laquelle la commune est exposée à un climat océanique altéré et est dans la région climatique  Nord-est du bassin Parisien, caractérisée par un ensoleillement médiocre, une pluviométrie moyenne régulièrement répartie au cours de l’année et un hiver froid (3 °C).
Pour la période 1971-2000, la température annuelle moyenne est de 10,4 °C, avec une amplitude thermique annuelle de 15,8 °C. Le cumul annuel moyen de précipitations est de 803 mm, avec 12,5 jours de précipitations en janvier et 7,8 jours en juillet. Pour la période 1991-2020, la température moyenne annuelle observée sur la station météorologique de Météo-France la plus proche, « Saint-Mards », sur la commune de Saint-Mards-en-Othe à 3 km à vol d'oiseau, est de 11,1 °C et le cumul annuel moyen de précipitations est de 759,6 mm. 
La température maximale relevée sur cette station est de 41,2 °C, atteinte le 25 juillet 2019 ; la température minimale est de −21,3 °C, atteinte le 2 janvier 1997,,.
Les paramètres climatiques de la commune ont été estimés pour le milieu du siècle (2041-2070) selon différents scénarios d'émission de gaz à effet de serre à partir des nouvelles projections climatiques de référence DRIAS-2020. Ils sont consultables sur un site dédié publié par Météo-France en novembre 2022.

## Urbanisme

### Typologie
Au 1er janvier 2024, Villemoiron-en-Othe est catégorisée commune rurale à habitat dispersé, selon la nouvelle grille communale de densité à 7 niveaux définie par l'Insee en 2022.
Elle est située hors unité urbaine. Par ailleurs la commune fait partie de l'aire d'attraction de Troyes, dont elle est une commune de la couronne,. Cette aire, qui regroupe 209 communes, est catégorisée dans les aires de 200 000 à moins de 700 000 habitants,.

### Occupation des sols
L'occupation des sols de la commune, telle qu'elle ressort de la base de données européenne d’occupation biophysique des sols Corine Land Cover (CLC), est marquée par l'importance des territoires agricoles (56,8 % en 2018), une proportion identique à celle de 1990 (56,8 %). La répartition détaillée en 2018 est la suivante : 
terres arables (54,5 %), forêts (40 %), zones agricoles hétérogènes (2,4 %), zones urbanisées (2,3 %), milieux à végétation arbustive et/ou herbacée (0,8 %). L'évolution de l’occupation des sols de la commune et de ses infrastructures peut être observée sur les différentes représentations cartographiques du territoire : la carte de Cassini (XVIIIe siècle), la carte d'état-major (1820-1866) et les cartes ou photos aériennes de l'IGN pour la période actuelle (1950 à aujourd'hui).

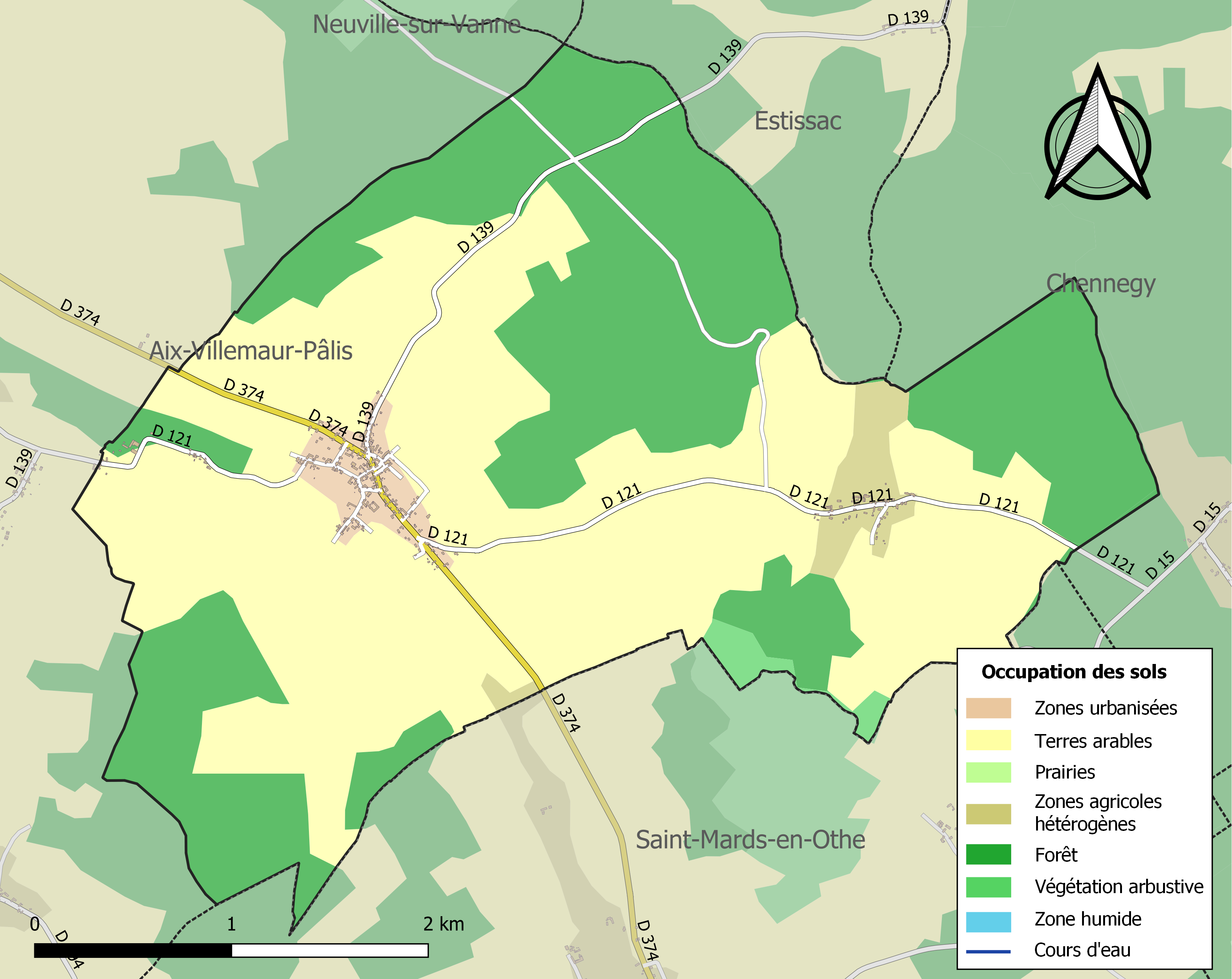
Carte des infrastructures et de l'occupation des sols de la commune en 2018 (CLC).

## Histoire
Les plus anciennes traces montrent une forge romaine. Le fief relevait de Villemaur mais était très morcelé. Un château, motte entourée de fossés ayant grange, jardin, cour maison sur six arpents de terre est cité dès le XIIIe siècle.
Une partie du finage de Villemoiron est une seigneurie en possession des familles Chanteprime (originaire de Sens, XVe siècle) et Piedefer (originaire de Paris) XVe et XVIe siècles, d'Augas (XVIe siècle) et de Miraumont (XVIIe siècle).
La partie basse du finage, en limite d'Aix-en-Othe, devient le fief de Craney en 1493. Il est la propriété de la famille troyenne Naudin qui prend le nom de Villemor (ou de Villemort). En 1684, le pavillon du château du château de Craney s'écroule, provoquant la mort de deux enfants du seigneur de ce lieu.
En 1789, il est de l'intendance et la généralité de Châlons, de l'élection et du bailliage de Troyes, de la châtellenie de Villemaur.

## Politique et administration
| Période                                  | Période  | Identité                                        | Étiquette | Qualité  |
| ---------------------------------------- | -------- | ----------------------------------------------- | --------- | -------- |
| mars 2001                                | 2009     | M. Jacques Benoit                               |           |          |
| mars 2009                                | 2009     | M. Jean-François Wysoczynski                    |           |          |
| mars 2009                                | En cours | M. Roland Frelin Réélu pour le mandat 2020-2026 | DVD       | Retraité |
| Les données manquantes sont à compléter. |          |                                                 |           |          |

## Démographie

### Évolution démographique
L'évolution du nombre d'habitants est connue à travers les recensements de la population effectués dans la commune depuis 1793. Pour les communes de moins de 10 000 habitants, une enquête de recensement portant sur toute la population est réalisée tous les cinq ans, les populations de référence des années intermédiaires étant quant à elles estimées par interpolation ou extrapolation. Pour la commune, le premier recensement exhaustif entrant dans le cadre du nouveau dispositif a été réalisé en 2005.

En 2022, la commune comptait 204 habitants, en évolution de +0,99 % par rapport à 2016 (Aube : +0,7 %, France hors Mayotte : +2,11 %).
| 1793 | 1800 | 1806 | 1821 | 1831 | 1836 | 1841 | 1846 | 1851 |
| ---- | ---- | ---- | ---- | ---- | ---- | ---- | ---- | ---- |
| 416  | 461  | 448  | 428  | 484  | 510  | 532  | 534  | 560  |

| 1856 | 1861 | 1866 | 1872 | 1876 | 1881 | 1886 | 1891 | 1896 |
| ---- | ---- | ---- | ---- | ---- | ---- | ---- | ---- | ---- |
| 554  | 569  | 553  | 540  | 544  | 505  | 491  | 421  | 406  |

| 1901 | 1906 | 1911 | 1921 | 1926 | 1931 | 1936 | 1946 | 1954 |
| ---- | ---- | ---- | ---- | ---- | ---- | ---- | ---- | ---- |
| 380  | 387  | 411  | 303  | 278  | 259  | 251  | 281  | 296  |

| 1962 | 1968 | 1975 | 1982 | 1990 | 1999 | 2005 | 2006 | 2010 |
| ---- | ---- | ---- | ---- | ---- | ---- | ---- | ---- | ---- |
| 238  | 180  | 149  | 135  | 178  | 207  | 222  | 219  | 228  |

| 2015 | 2020 | 2022 | - | - | - | - | - | - |
| ---- | ---- | ---- | - | - | - | - | - | - |
| 205  | 207  | 204  | - | - | - | - | - | - |

### Pyramide des âges
La population de la commune est relativement âgée.
En 2018, le taux de personnes d'un âge inférieur à 30 ans s'élève à 20,8 %, soit en dessous de la moyenne départementale (35,2 %). À l'inverse, le taux de personnes d'âge supérieur à 60 ans est de 34,3 % la même année, alors qu'il est de 27,7 % au niveau départemental.
En 2018, la commune comptait 104 hommes pour 97 femmes, soit un taux de 51,74 % d'hommes, largement supérieur au taux départemental (48,59 %).
Les pyramides des âges de la commune et du département s'établissent comme suit.
| Hommes | Classe d’âge | Femmes |
| ------ | ------------ | ------ |
| 0,0    | 90 ou +      | 1,0    |
| 7,5    | 75-89 ans    | 6,0    |
| 24,3   | 60-74 ans    | 30,0   |
| 29,0   | 45-59 ans    | 29,0   |
| 17,8   | 30-44 ans    | 14,0   |
| 7,5    | 15-29 ans    | 10,0   |
| 14,0   | 0-14 ans     | 10,0   |

| Hommes | Classe d’âge | Femmes |
| ------ | ------------ | ------ |
| 0,8    | 90 ou +      | 2,1    |
| 7,4    | 75-89 ans    | 10,2   |
| 17,4   | 60-74 ans    | 18,4   |
| 19,4   | 45-59 ans    | 19     |
| 17,8   | 30-44 ans    | 17,3   |
| 18,3   | 15-29 ans    | 15,9   |
| 19     | 0-14 ans     | 17,1   |

## Lieux et monuments

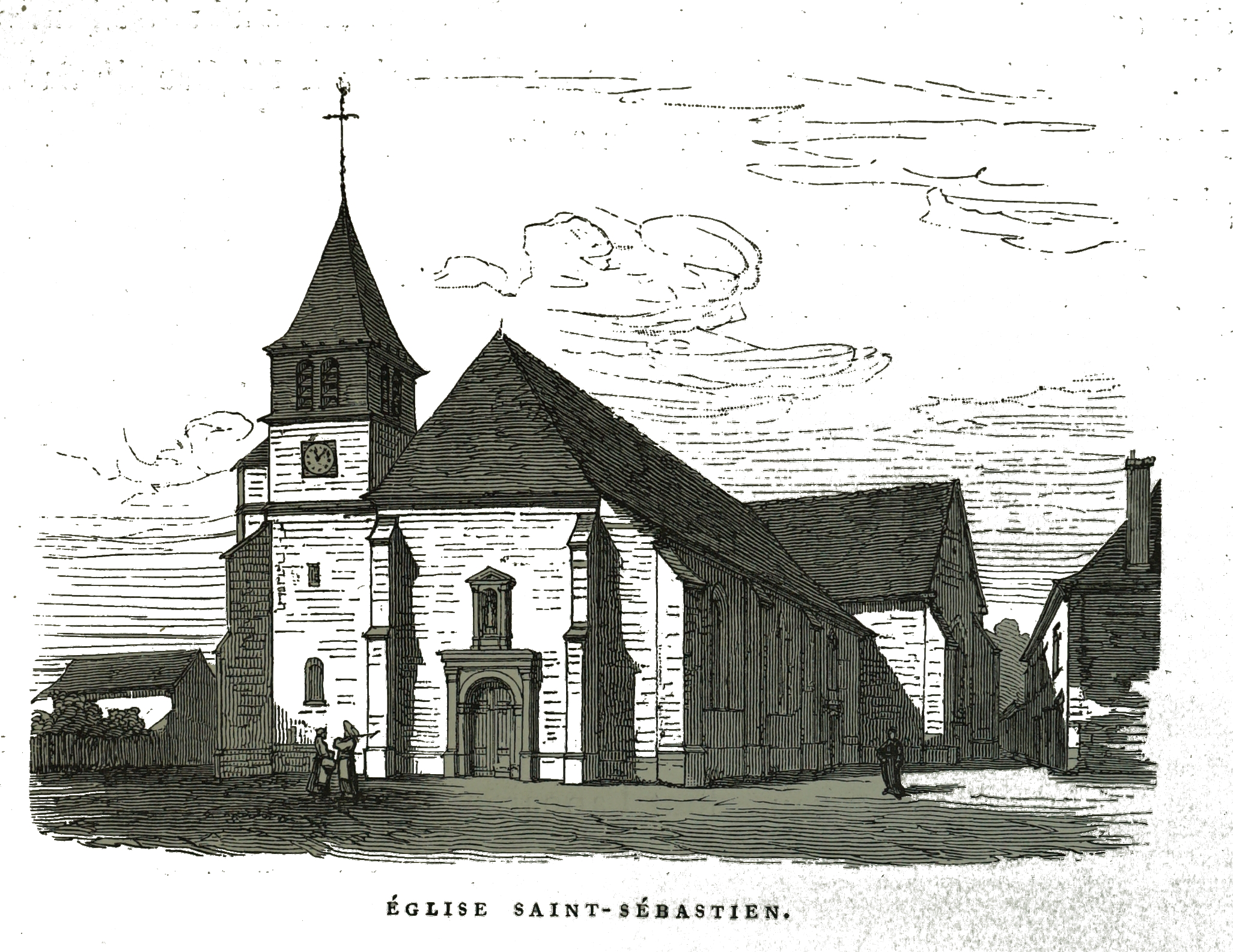
Au XIXe siècle par Charles Fichot,
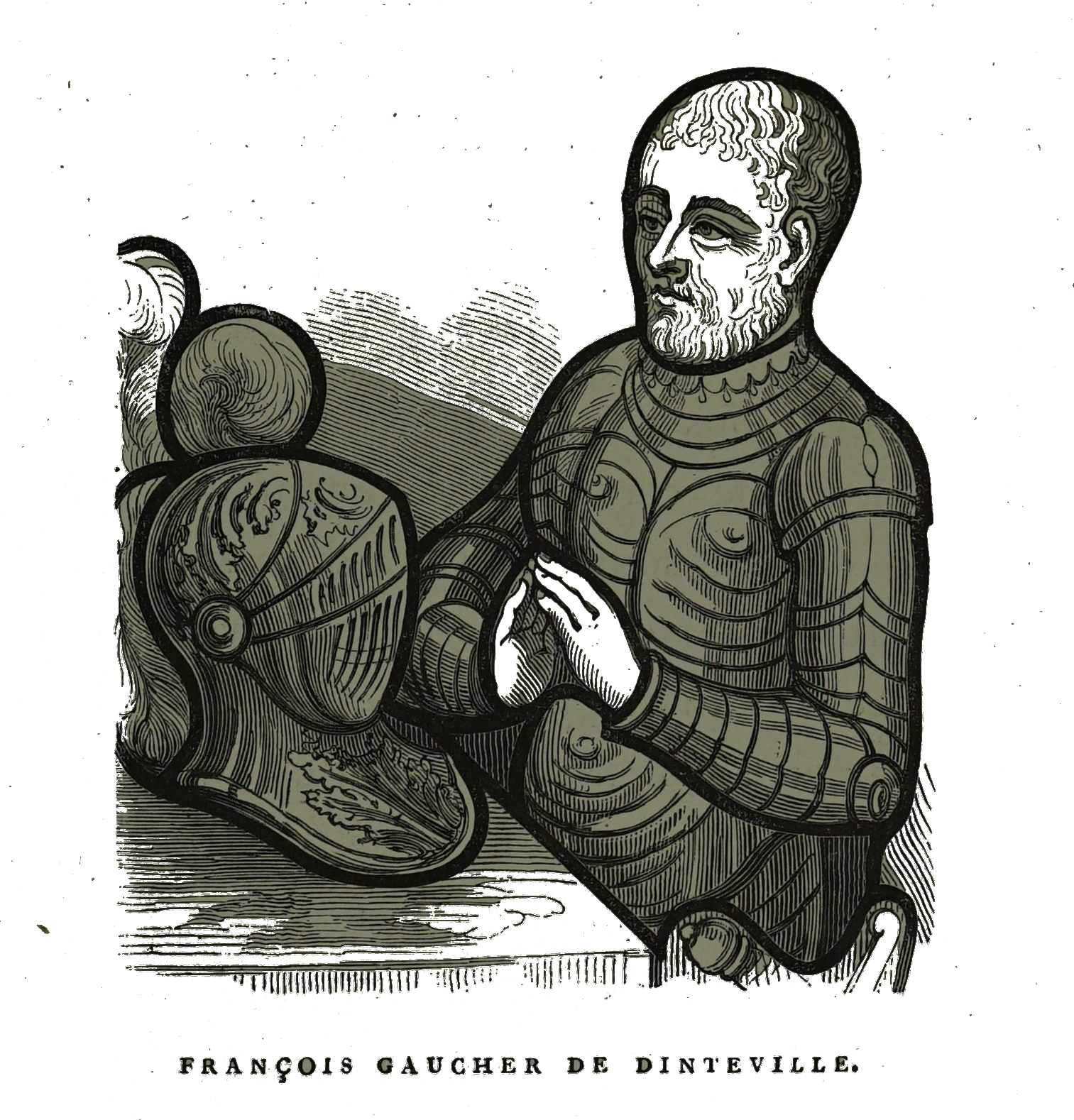
Donateur Dinteville[26].

L'église était le siège d'une paroisse du doyenné de Villemaur à la collation de l'évêque. Au XVIIIe siècle elle était au vocable de la Sainte-Croix-et-de-Saint-Sébastien. Bâtie sur une forme de croix latine, l'église est du XVIe siècle, le portail et la tour sont de 1742. Elle possédait de beaux vitraux du XVIe siècle qui sont actuellement lacunaires.

## Personnalités liées à la commune
- Pierre Naudin. Notaire royal à Troyes de 1469 à 1489. Propriétaire du lieu-dit Craney sis sur le territoire de Villemoiron, en limite du finage d'Aix-en-Othe et en bordure de la rivière. Il construit un bief alimentant un moulin à eau édifié par lui. L'évêque de Troyes réagit en 1492, et obtient de Charles VIII la destruction du moulin. Au terme d'une transaction de 1493, l'évêque accepte de concéder le statut de fief au lieu, en échange des pierres du moulin détruit. C'est l'origine du fief et seigneurie de Craney. Epoux avant 1482 de Catherine de Vitel[27].